# Centrale de Shawinigan-3
Cet article concerne la centrale mise en service en 1948. Pour la centrale mise en service en 1911, voir centrale de Shawinigan-2. Pour les autres significations, voir Shawinigan (homonymie).

La centrale de Shawinigan-3 est une centrale hydroélectrique au fil de l'eau construite sur la rivière Saint-Maurice, en aval des chutes de Shawinigan, dans la région administrative de la Mauricie, au Québec. Ses trois groupes turbines-alternateurs sont alimentés par trois conduites forcées hors sol qui relient la centrale à une prise d'eau située en amont de la rivière, au niveau d'un canal d'amenée creusé par la Shawinigan Water and Power Company (SWP) en 1899 et agrandi progressivement jusqu'en 1946. Cela permet à la centrale de bénéficier d'une hauteur de chute de 44,2 m.
La centrale de Shawinigan-3 a été acquise par Hydro‑Québec lors de la seconde nationalisation de l'électricité au Québec le 1er mai 1963.
Le premier groupe turbine-alternateur de la centrale a été mis en service le 15 novembre 1948 et les deux autres dans les premiers mois de 1949. À l'époque, les trois alternateurs représentaient une puissance installée de 195 000 hp(E) (145,47 MW). La centrale a coûté 4,397 millions de dollars CA à la SWP.
La centrale de Shawinigan‑3 possède aujourd'hui une puissance installée de 194 MW avec le même équipement grâce à de nombreuses optimisations mécaniques par Hydro‑Québec.